# Сезон ФК «Динамо» (Київ) 1939
Сезон «Динамо» (Київ) 1939 — п'ятий сезон «Динамо» (Київ) в рамках всесоюзних чемпіонатів. Команда посіла 8-ме місце серед 14 колективів чемпіонату СРСР групи «А», який пройшов в два кола з 12 травня по 30 листопада 1939 року. В кубку СРСР команда дійшла до 1/16 фіналу.

## Підготовка до сезону
Перед початком сезону команду покинули захисник Василь Правовєров, який перейшов у київський «Локомотив», та нападники Павло Корнілов, що перейшов до московського «Спартака» і Володимир Єгоров, що перейшов до московських «Крил Рад», крім того під арештом ще залишався Костянтин Щегоцький. Замість них до команди прийшли Олександр Фесенко з лінінградського Зеніта», а також Микола Уваренко, Іван Чирьєв та Петро Котляр.
Також зміна відбулася і на тренерському містку — замість Володимира Фоміна головним тренером команди став Михайло Печений, що грав за «Динамо» у 1929—1933 роках.

## Головні події сезону
Не відміну від попереднього сезону, у 1939 році в вищому дивізіоні кількість команд суттєво скоротилася — до 14, які зіграли між собою повноцінний турнір у два кола. «Динамівці», що на той момент були досить віковою командою (середній вік основи був понад 29 років), з трудом проходили оборону суперника, тому в підсумку справедливо скотилися в нижню частин турнірної таблиці, вигравши лише в дев'яти матчах.
В Кубку СРСР «Динамо» знову виступило вкрай невдало — кияни вдруге поспіль вилетіли з боротьби вже на стадії 1/16 фіналу, де цього разу програли алма-атинському «Динамо» 1:2. 
Крім того, Кубку УРСР відбулися зміни в регламенті, які забороняли участь у турнірі командам з вищого дивізіону, тому «Динамо» до турніру не було допущене.
У списку «33 найкращих гравців СРСР» опинились динамівці Іван Кузьменко (№1), та Микола Трусевич і Віктор Шиловський (№3).

## Склад
| №  | Гравець             | Амплуа      | Дата народження   | І (ч) | Г (ч) | І (к) | Г (к) |
| -- | ------------------- | ----------- | ----------------- | ----- | ----- | ----- | ----- |
| 1  | Микола Трусевич     | Воротар     | 5 лютого 1909     | 15    | ‑22   | 1     | ‑2    |
| 1  | Антон Ідзковський   | Воротар     | 29 грудня 1907    | 13    | ‑25   | 1     | ‑0    |
| 2  | Олексій Клименко    | Захисник    | 1912              | 23    | 0     | 1     | 0     |
|    | Анатолій Савицький  | Захисник    | 1917              | 2     | 0     | 1     | 0     |
|    | Олександр Фесенко   | Захисник    | 1916              | 12    | 0     | 0     | 0     |
| 4  | Володимир Гребер    | Півзахисник | 8 листопада 1911  | 20    | 2     | 2     | 0     |
| 4  | Іван Кузьменко      | Півзахисник | 15 вересня 1912   | 24    | 3     | 2     | 0     |
| 5  | Йосип Ліфшиць       | Півзахисник | 8 березня 1914    | 22    | 1     | 2     | 0     |
|    | Борис Афанасьєв     | Півзахисник | 8 жовтня 1913     | 23    | 2     | 0     | 0     |
|    | Микола Уваренко     | Півзахисник | 1916              | 4     | 0     | 1     | 0     |
|    | Іван Чирьєв         | Півзахисник | 1916              | 3     | 0     | 0     | 0     |
| 6  | Микола Коротких     | Нападник    | 1909              | 16    | 1     | 2     | 0     |
| 7  | Макар Гончаренко    | Нападник    | 11 квітня 1912    | 23    | 2     | 2     | 0     |
| 8  | Віктор Шиловський   | Нападник    | 25 липня 1911     | 27    | 6     | 2     | 0     |
| 9  | Костянтин Щегоцький | Нападник    | 13 квітня 1911    | 0     | 0     | 0     | 0     |
| 9  | Петро Лайко         | Нападник    | 27 вересня 1910   | 25    | 4     | 2     | 2     |
| 10 | Павло Комаров       | Нападник    | 16 березня 1913   | 27    | 11    | 2     | 0     |
| 11 | Микола Махиня       | Нападник    | 30 листопада 1912 | 25    | 0     | 2     | 0     |
|    | Петро Котляр        | Нападник    | 1914              | 3     | 0     | 0     | 0     |
| 11 | Костянтин Калач     | Нападник    | 1914              | 1     | 0     | 0     | 0     |

- З урахуванням анульованого матчу проти «Стахановця»

## Чемпіонат СРСР

### Матчі
| Дата       | Тур | Команда 1     | Рахунок   | Команда 2     |
| ---------- | --- | ------------- | --------- | ------------- |
| 12.05.1939 | 1   | «Динамо» К    | 1:0 (0:0) | «Електрик»    |
| 18.05.1939 | 2   | «Динамо» К    | 2:1 (0:0) | «Локомотив» М |
| 24.05.1939 | 3   | «Динамо» К    | 4:5 (2:4) | «Динамо» Л    |
| 30.05.1939 | 4   | «Динамо» К    | 2:2 (0:2) | «Металург» М  |
| 05.06.1939 | 5   | «Динамо» М    | 2:1 (1:0) | «Динамо» К    |
| 09.06.1939 | 6   | ЦБЧА          | 0:2 (0:0) | «Динамо» К    |
| 14.06.1939 | 7   | «Торпедо» М   | 2:1 (1:0) | «Динамо» К    |
| 20.06.1939 | 8   | «Динамо» К    | 3:2 (2:2) | «Динамо» Тб   |
| 24.06.1939 | 9   | «Динамо» К    | 0:2 (0:1) | «Трактор»     |
| 30.06.1939 | 10  | «Динамо» К    | 1:1 (1:0) | «Стахановець» |
| 07.07.1939 | 11  | «Сталінець»   | 1:1 (0:1) | «Динамо» К    |
| 12.07.1939 | 12  | «Спартак» М   | 3:1 (1:0) | «Динамо» К    |
| 22.07.1939 | 14  | «Електрик»    | 1:2 (0:1) | «Динамо» К    |
| 26.07.1939 | 15  | «Локомотив» М | 1:2 (0:2) | «Динамо» К    |
| 19.08.1939 | 16  | «Динамо» Л    | 1:1 (1:1) | «Динамо» К    |
| 26.08.1939 | 17  | «Металург» М  | 4:1 (2:0) | «Динамо» К    |
| 01.09.1939 | 18  | «Динамо» К    | 3:1 (2:1) | «Динамо» М    |
| 05.09.1939 | 19  | «Динамо» К    | 1:1 (1:0) | ЦБЧА          |
| 12.09.1939 | 21  | «Динамо» К    | 0:2 (0:1) | «Торпедо» М   |
| 18.09.1939 | 22  | «Динамо» Тб   | 2:2 (1:1) | «Динамо» К    |
| 24.09.1939 | 23  | «Трактор»     | 2:3 (1:1) | «Динамо» К    |
| 30.09.1939 | 20  | «Стахановець» | 3:3 (3:1) | «Динамо» К    |
| 06.10.1939 | 24  | «Динамо» К    | 0:0       | «Сталінець»   |
| 12.10.1939 | 25  | «Динамо» К    | 2:2 (2:0) | «Спартак» М   |
| 18.10.1939 | 13  | «Динамо» К    | 2:1 (2:0) | «Динамо» Од   |
| 24.10.1939 | 26  | «Динамо» Од   | 2:0 (1:0) | «Динамо» К    |
| 06.11.1939 | 20  | «Стахановець» | 3:1 (1:1) | «Динамо» К    |

### Турнірна таблиця
| М  | Команда                 | І  | В  | Н  | П  | М     | О  |
| -- | ----------------------- | -- | -- | -- | -- | ----- | -- |
|    | «Спартак» (Москва)      | 26 | 14 | 9  | 3  | 58-23 | 37 |
|    | «Динамо» (Тбілісі)      | 26 | 14 | 5  | 7  | 60-41 | 33 |
|    | ЦБЧА (Москва)           | 26 | 14 | 4  | 8  | 68-43 | 32 |
| 4  | «Трактор» (Сталінград)  | 26 | 13 | 4  | 9  | 50-39 | 30 |
| 5  | «Локомотив» (Москва)    | 26 | 12 | 6  | 8  | 42-39 | 30 |
| 6  | «Металург» (Москва)     | 26 | 12 | 5  | 9  | 53-50 | 29 |
| 7  | «Динамо» (Москва)       | 26 | 12 | 4  | 10 | 60-46 | 28 |
| 8  | «Динамо» (Київ)         | 26 | 9  | 8  | 9  | 39-44 | 26 |
| 9  | «Торпедо» (Москва)      | 26 | 8  | 7  | 11 | 51-51 | 23 |
| 10 | «Динамо» (Ленінград)    | 26 | 7  | 6  | 12 | 41-56 | 22 |
| 11 | «Сталінець» (Ленінград) | 26 | 7  | 7  | 12 | 30-46 | 22 |
| 12 | «Стахановець» (Сталіно) | 26 | 5  | 10 | 11 | 40-55 | 20 |
| 13 | «Електрик» (Ленінград)  | 26 | 6  | 5  | 15 | 32-49 | 17 |
| 14 | «Динамо» (Одеса)        | 26 | 7  | 2  | 17 | 25-67 | 16 |

- Система нарахування очок: 2 за перемогу, 1 за нічию і 0 за поразку.

## Кубок СРСР

### Матчі
| Дата       | Раунд | Команда 1           | Рахунок  | Команда 2          |
| ---------- | ----- | ------------------- | -------- | ------------------ |
| 31.07.1939 | 1/32  | «Динамо» К          | 1:0 д.ч. | «Спартак» (Мінськ) |
| 10.08.1939 | 1/16  | «Динамо» (Алма-Ата) | 2:1      | «Динамо» К         |